# For All the Cows
For All the Cows – trzeci singel rockowego zespołu Foo Fighters z ich debiutanckiej płyty Foo Fighters. Został wydany 20 listopada 1995.

## Lista utworów
1. „For All the Cows”
2. „For All the Cows (Live at the Reading Festival 1995)”
3. „Wattershed (Live at the Reading Festival 1995)”

## Listy przebojów
| Lista przebojów (1995) | Pozycja |
| ---------------------- | ------- |
| UK Singles Chart       | 28      |